# Степове (Миргородський район)
Степове — село в Україні, Миргородському районі Полтавської області. Населення становить 49 осіб. Входить до складу Сергіївської сільської громади.

## Географія
Село Степове розташоване на лівому березі одного із витоків річки Татарка. На протилежному березі - село Вирішальне.
Поруч пролягає автомобільний шлях Т 1705.

## Назва
До 2016 року носило назву Жовтневе. 
Перейменоване згідно із законом «Про засудження комуністичного та націонал-соціалістичного (нацистського) тоталітарних режимів в Україні та заборону пропаганди їхньої символіки».

## Історія
1927 — дата заснування.
Село постраждало внаслідок геноциду українського народу, проведеного окупаційним урядом СРСР 1932–1933 та 1946–1947 роках.
До 2016 року орган місцевого самоврядування — Качанівська сільська рада.
Після ліквідації Гадяцького району у липні 2020 року увійшло до Миргородського району.

## Населення

### Мова
Розподіл населення за рідною мовою за даними перепису 2001 року:
| Мова       | Кількість | Відсоток |
| ---------- | --------- | -------- |
| українська | 49        | 100%     |